# Geschichte der arabischen Bevölkerung in Palästina
Dieser Artikel wurde auf der Qualitätssicherungsseite der Redaktion Geschichte eingetragen (dort auch Hinweise zur Abarbeitung dieses Wartungsbausteins), weil er noch inhaltliche oder formale Mängel hat. Bitte hilf mit, die genannten Einwände zu klären und etwaige Mängel dieses Artikels zu beseitigen, und beteilige dich bitte an der Diskussion!
Die Geschichte der arabischen Bevölkerung in Palästina beschreibt die Präsenz von Arabern in der historischen Region Palästina von ihrer frühesten Ansiedlung bis in die Gegenwart.

## Übersicht
Nach der Zerstörung des jüdischen Tempels und der Einnahme Jerusalems durch die Römer während des jüdischen Aufstandes im Jahr 70 n. Chr. zogen Beduinen erstmals nach Palästina. Als die Römer die Juden aus Jerusalem vertrieben, ließen sie auch arabische Nomaden in Palästina umherziehen. Diese glaubten zunächst an die altarabische Religion. Die Römer siedelten später auch Araber an, die in Palästina sesshaft wurden. Mit Beginn der christlichen Mission auch bei Christenverfolgungen im Römischen Reich, nahmen Araber die christliche Religion an. Mit der Konversion des römischen Kaisers Konstantin am Jahre 311 endeten die Christenverfolgungen. Das Christentum breitete sich im Römischen Reich aus. Bei der Reichsteilung von 395 fiel Palästina an das Byzantinische Reich. Ab 637 eroberten die Araber Palästina und verbreiteten den Islam. Das Gebiet kam unter arabische Herrschaft der Kalifate. Ende des 11. Jahrhunderts bis Ende des 13. Jahrhunderts herrschten zeitweise Kreuzfahrer in Palästina. Danach stand Palästina unter der Herrschaft der ägyptischen Mamluken. 1517 eroberten die Truppen des Osmanen Selim I. Palästina.

## Erste Araber in Palästina zur Zeit der römischen Herrschaft
Nach der Zerstörung des jüdischen Tempels durch römische Truppen unter Kaiser Titus und der Einnahme von Jerusalem gegen jüdische Aufständische 70 n. Chr. vertrieben die Römer die Juden aus Jerusalem. Der letzte jüdische Widerstand wurde in der Festung Masada in den Jahren 73/74 gebrochen. Die Juden flüchteten bis auf eine kleine Minderheit aus Palästina. Neben den dort siedelnden Griechen und Römern wanderten auch nomadische Beduinen nach Palästina ein. Die Römer duldeten sie. Sie zogen als Nomaden in Palästina umher und glaubten an die altarabische Religion mit Sonnengöttern. Nach der Umwandlung des unter römischer Tributherrschaft stehenden Staates der Nabatäer in eine römische Provinz siedelten die römischen Besatzer verschiedene Völker als Föderaten in Palästina an. Sie siedelten Araber an, die sesshaft wurden. In der Jordansenke und an der Küste war fruchtbares Land. im jüdischen Bar-Kochba-Aufstand wurden die Juden besiegt. Besonders im Osten des Römischen Reiches unter den Griechen und in Kleinasien und auch in Palästina traten viele Bewohner zum Christentum über. Die Christenverfolgungen im Römischen Reich wurden zunächst durch das Toleranzedikt des Galerius und dann abschließend mit der Mailänder Vereinbarung 313 aufgehoben. Kaiser Konstantin der Große ließ durch Erlasse die Grabeskirche in Jerusalem und die Geburtskirche in Bethlehem bauen. Jerusalem wurde eine christliche Stadt. Um das Jahr 325 wurde Palästina fast vollständig christianisiert. Nur eine kleine jüdische und samaritanische Minderheit lebte noch in Galiläa. Bei der Reichsteilung von 395 fiel Palästina an das Byzantinische Reich.

## Araber in Palästina unter byzantinischer und persischer Herrschaft
Auch unter der byzantinischen Herrschaft lebten Araber in Palästina. Sie waren überwiegend Christen. Die Christen im Byzantinischen Reich waren dem Patriarchat von Konstantinopel unterstellt, aus dem die orthodoxen Kirchen hervorgegangen sind. Die persischen Sassaniden eroberten 614 Palästina (Eroberung von Jerusalem (614)) mit jüdischer Unterstützung und herrschten bis 629. Dann gelang dem oströmischen Kaiser Herakleios die Rückeroberung Palästinas.

## Palästina als Teil des Islamisch-Arabischen Reiches
Die islamische Expansion drang 637 in die Levante vor. Das byzantinische Jerusalem gelangte nach einer mehrmonatigen Belagerung in den Besitz von Kalif Omar. Die Stadt wurde al-Quds (das Heiligtum) genannt und nach Mekka und Medina das drittheiligste Zentrum des Islam. Es wanderten vermehrt Araber ein. Der Islam breitete sich aus. Eine kleine jüdische Minderheit blieb in Palästina. Nach dem Tod des Kalifen Alis 661 regierte die Umayyaden-Dynastie 661–750 in Damaskus. Unter dem Umayyadenkalif Abd al-Malik wurde im Jahre 691 der Felsendom auf dem Tempelplatz in Jerusalem, eines der glänzendsten Bauwerke der islamischen Architektur gebaut. Sein Sohn und Nachfolger Walid ibn al-Marwan errichtete 710 die al-Aqsa-Moschee. Jerusalem wurde zur Hauptstadt der Provinz Filastin (Palästina). Seit diesem Zeitpunkt traten die in Palästina lebenden arabischen Stämme vermehrt zum Islam über. Sie gehörten überwiegend den Sunniten an. Ein Teil der Araber blieb christlich. Die arabische Sprache verdrängte allmählich das Aramäische. Im Laufe des 8. und 9. Jahrhunderts entwickelten sich die Madhhab, die vier orthodoxen Rechtsschulen des Islam. Kunst und Wissenschaften gelangten zur Blüte, Platon und Aristoteles wurden in die arabische Sprache übertragen und es entstanden die ersten Werke arabischer Philosophen, wie al-Kindī, in intensiver Auseinandersetzung mit der griechischen Tradition. Die Araber betrieben Handel. Die schiitische Abbasiden-Dynastie regierte als Kalifat 750–1258. Sie verlegten 762 die Residenz nach Bagdad. Es entstand eine zentrale Regierung mit einem prächtigen Hofstaat und einem gut ausgebauten Verwaltungsapparat. Die persische Literatur fand mittels Übersetzung Eingang in das islamische Denken und bereicherte es nachhaltig. Das Kalifat regelte in Schutzverträgen (Dhimma) das friedliche Zusammenleben von Muslimen, Christen und Juden, den Schriftbesitzern. Die Dhimma garantierte Christen und Juden Bewegungsfreiheit, die Freiheit der Berufswahl und den freien Handel. Die Unverletzlichkeit des Kultes und der Kultstätten und der kirchlichen Organisation wurde ebenfalls geregelt. Die wehrfähigen christlichen und jüdischen Männer musste im Gegenzug eine Kopfsteuer (Gizya) entrichten, die der muslimischen Gemeinde als Entschädigung für den gewährten Schutz zukam. Gegen Ende des 10. Jahrhunderts begann die Macht der Abbasiden zu bröckeln. Lokale Dynastien entstanden unter anderem auch in Ägypten und Syrien. Sie waren unabhängig und erkannten das Kalifat von Bagdad als geistliches Oberhaupt an. In Bagdad rissen die Buyiden 945 die weltliche Macht an sich und die Buyiden-Dynastie regierte bis 1055 als Emirat. Die Kalifen hatten nur noch die geistliche Macht. Das Abbasidenkalifat musste sich 1055 unter den Schutz der islamischen turkstämmigen Seldschuken unter der Führung von Sultan Tughrul Beg stellen. Das Byzantinische Reich erweiterte seinen Herrschaftsbereich und bedrohte die nördlichen Gebiete des islamischen Reiches. In der Schlacht bei Manzikert 1071 besiegte der seldschukische Sultan Alp Arslan den byzantinischen Kaiser Romanos IV. und nahm weite Teile Kleinasiens, und auch Palästina mit Jerusalem ein.

## Palästina unter den Kreuzfahrern (1095–1291)
Der byzantinische Kaiser Alexios Komnenos rief den Papst zur Hilfe, nachdem Vordringen der sunnitisch-islamischen Seldschuken. Daraufhin rief Papst Urban II. 1095 die Christen in einen Kreuzzugaufruf zum Krieg gegen die Seldschuken auf. Es wurde ein Kreuzzugheer aus verschiedenen europäischen Länder aufgestellt. Der Erste Kreuzzug fand 1096–1099 statt. In den Jahren 1098–1099 drangen vier große Kreuzfahrerheere nach Palästina vor, während das Abbasidenreich im Innern zersplitterte. Nach einer über einmonatigen Belagerung nahm das Kreuzfahrerheer im Juli 1099 Jerusalem ein. Die Kreuzritter plünderten die Stadt und ermordeten Tausende von muslimischen Gläubigen in der al-Aqsa-Moschee. Gottfried von Bouillon gründete das Königreich Jerusalem als christlichen Lehensstaat nach französischem Vorbild. Nach seinem Tod im folgenden Jahr wurde sein Bruder Balduin I. von Bouillon zum König von Jerusalem gekrönt. Mit den Kreuzfahrern gelangten Stoffe und Gewürze und von den Arabern übernommene Waffentechniken und neue Bauweisen nach Europa. Die brutale Behandlung der einheimischen Bevölkerung in Palästina bei der Eroberung führte zu tiefen Gräben zwischen den Muslimen, der jüdischen Minderheit und den europäischen Kreuzfahrern, die von arabischer Seite als Franken bezeichnet wurden. Ein fruchtbarer Kulturaustausch fand nicht statt. Zahlreiche Araber wurden christianisiert. Einige Kreuzritterburgen sind bis heute erhalten.
1175 gelang Saladin die Einigung der zerstrittenen arabischen Fürstentümer. Er herrschte in Ägypten und Syrien und eroberte innerhalb kürzester Zeit die bedeutenden palästinensischen Küstenstädte zurück. Saladin, Sieger gegen die Kreuzritter in der Schlacht bei Hattin 1187, vernichtete das Königreich Jerusalem. Daraufhin rief der Papst zum Dritten Kreuzzug auf (1189–1192). Der römisch-deutsche Kaiser Friedrich I., der englische König Richard Löwenherz und der französische König Philipp II. August nahmen daran teil. Nach dreijähriger Belagerung wurde Akkon 1191 dem Kreuzritterheer übergeben. 1192 schlossen die Kreuzfahrer einen Waffenstillstand mit Saladin. Jerusalem wurde von den Arabern gehalten. Nur friedlichen Pilgern wurde die Reise nach Jerusalem gestattet. Im Kreuzzug Friedrichs II. 1228–1229 gelang dem Kreuzfahrerheer unter dem römisch-deutschen Kaiser Friedrich II. die Einnahme Jerusalems. Am 18. Februar 1229 erhielt Kaiser Friedrich II. durch Vertrag mit dem ägyptischen Sultan al-Malik al-Kamil Jerusalem mit Bethlehem und Nazareth zugesprochen. Die Kreuzritter unterdrückten die Juden. 1244 ging Jerusalem für die Kreuzfahrer endgültig verloren. Die ägyptischen Mameluken konnten nach der Belagerung von Akkon (1291) die letzten Stützpunkte der Kreuzfahrer in Palästina einnehmen. Die anderen Stützpunkte in Syrien wurden von den Kreuzrittern geräumt. Damit kam ganz Palästina wie auch Syrien unter die ägyptische Herrschaft der Mameluken.

## Palästina unter ägyptischer Herrschaft
Mit dem verheerenden Einfall der Mongolen und ihrer Eroberung von Bagdad wurde das kulturelle und politische Zentrum des abbasidischen Reiches zerstört. Die Mongolen beseitigten das Kalifat von Bagdad und die letzte große arabische Dynastie war damit erloschen. Die stärkste Macht im islamischen Raum wurde das türkische Reich der Osmanen. Palästina, Syrien und Jordanien kamen unter die Herrschaft der ägyptischen Mamluken. Die Araber in Palästina gehörten überwiegend dem sunnitischen Islam an, eine Minderheit dem hauptsächlich orthodoxen Christentum.

## Die osmanische Herrschaft

### 16. Jahrhundert
1517 begann unter Selim I. die Osmanenherrschaft in Ägypten, unter Einschluss von Syrien und Palästina. Das osmanische Sultanat führte das im Osmanischen Reich geltende Bodenrecht ein, welches zwischen Privatbesitz, Land in den Händen religiöser Stiftungen und verstaatlichtem Grundbesitz unterschied, der den größten Anteil des Bodens ausmachte. Zunächst verbesserte sich die Situation der Bauern. Im zentralistischen Verwaltungs- und Steuersystem war die Bevölkerung durch die genaue Festlegung der Abgabepflichten von übermäßigen Steuerlasten befreit. Die Agrarwirtschaft und der Handel erlebten einen Aufschwung. Gemäß dem islamischen Recht wurde Christen und Juden ein geschützter Minderheitenstatus zuerkannt. Die gesamte Bevölkerung hatte Zugang zu Beschwerdegerichten. Die Berge um Jerusalem und Nablus, Galiläa sowie Gaza waren zwischen dem 16. und 17. Jahrhundert die Bevölkerungszentren in Palästina. Handwerk, Landwirtschaft und Fischerei wurden betrieben. Die Textil- und Agrarprodukte wurden von den großen Handelszentren Gaza, Jaffa, Akko, Jerusalem, Nablus und Beersheba nach Europa und Asien transportiert. Private Stiftungen finanzierten durch die Zakāt Schulen, Krankenhäuser und karitative Einrichtungen.

### 17.  und 18. Jahrhundert
Gegen Ende des 17. Jahrhunderts setzte der allmähliche Machtverfall des Osmanischen Reiches ein. Seit der Verlagerung der Handelswege durch die Entdeckung Amerikas 1492, insbesondere aber nach der Niederlage im Türkenkrieg 1683–1699 gegen ein Bündnis europäischer Staaten und der misslungenen Zweiten Belagerung von Wien 1683 verlor das Osmanische Reich an Bedeutung. Die Misswirtschaft und Korruption ermöglichten das Eindringen der europäischen Mächte in das Osmanische Reich und seine Vasallenstaaten. Napoleon Bonaparte führte 1798/99 einen Feldzug nach Ägypten und Palästina. Die Franzosen gaben an, die beiden Gebiete von der osmanischen Herrschaft befreien zu wollen. Das französische Expeditionsheer landete in Ägypten. In der Seeschlacht bei Abukir am 1. und 2. August 1798 vernichtete der britische Admiral Nelson mit seiner Flotte die französische Flotte vor Ägypten. Das französische Heer landete im Februar 1799 in Syrien und drang gegen das osmanische Heer vor. Die Franzosen siegten in den Schlachten bei al-Arisch, Gaza, Jaffa, Hebron und am Berg Tabor und belagerten die Stadt Akko vom 20. März bis Mai 1799. Die Belagerung von Akko scheiterte am britischen Widerstand. Nach der Einnahme von Jaffa richteten die Franzosen ein Massaker an. Die Franzosen blieben bis 1802 in Ägypten und Palästina und zogen sich dann zurück. Im Friede von Amiens am 27. März 1802 mit Großbritannien wurde der Rückzug aus Ägypten und Palästina vereinbart. Die osmanische Herrschaft wurde wiederhergestellt, war aber zunehmend instabil. 1831 eroberte Muhammad Ali Pascha Ägypten und Palästina aus der Vorherrschaft der Osmanen. Bei einem Aufstand wenige Jahre später in Palästina gegen die ägyptische Herrschaft baten aufständische Araber die osmanische Führung um Hilfe. Die osmanischen Truppen unterstützten die Aufständischen und warfen die ägyptischen Truppen nieder. 1840 musste Ägypten die Oberhoheit des Osmanischen Reiches anerkennen.

### 19. Jahrhundert
Als sich Sultan Mahmud II. 1839 zu Reformen des Verwaltungs- und Militärsystems entschloss und die Tanzimat-Periode begann, konnte dies den politischen und wirtschaftlichen Verfall des Osmanischen Reiches nicht mehr aufhalten. Die europäischen Mächte Großbritannien, Frankreich, Russland Österreich und Preußen und später ab 1871 das Deutsche Reich sicherten sich durch den Erwerb von Wirtschafts- und Handelsmonopolen direkten Einfluss bei der Hohen Pforte. Immer mehr Völker lösten sich aus der türkischen Vorherrschaft und Aufstände gegen das Osmanische Reich brachen aus. Für die arabischen Völker im Nahen Osten verschlechterte sich ihre soziale und wirtschaftliche Lage deutlich. Im Zuge der Reformen wurden Staatsland und Kollektiveigentum in privaten Grundbesitz umgewandelt und die Verfügungsgewalt der Bauern entzogen. Das System der absent landlords (deutsch: abwesende Landbesitzer) die größtmöglichen Gewinn aus den Ländereien erzielen wollten, verschärfte die Lage der Bauern und trieb sie in Armut. Das Mutesarriflik Jerusalem, das 1841 vom Vilâyet Syrien abgetrennt wurde, war direkt Konstantinopel unterstellt.

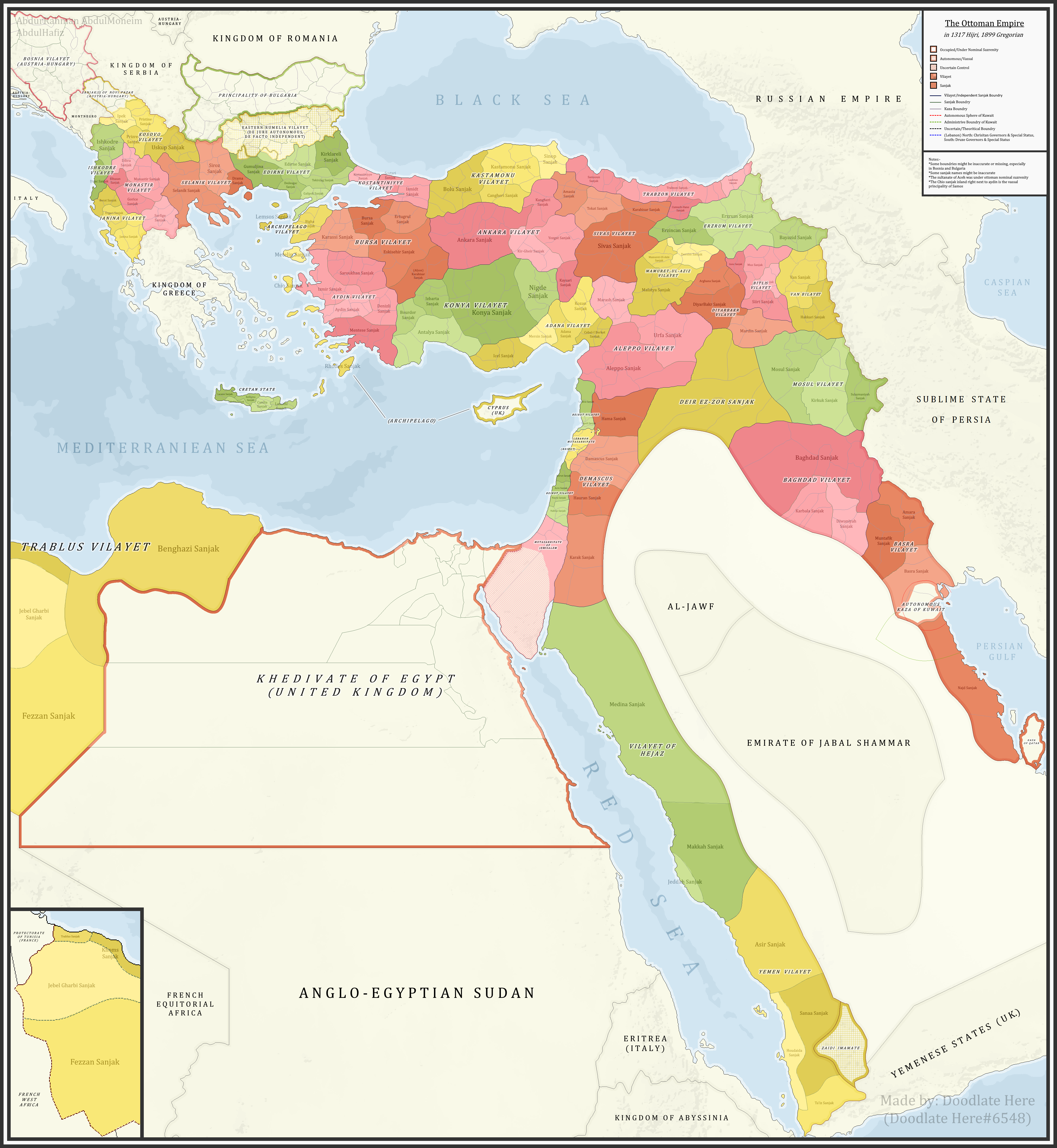
Eine detaillierte Karte, die das Osmanische Reich und seine von ihm abhängigen Gebiete, einschließlich seiner Verwaltungseinheiten, im Jahr 1899 zeigen

Ende des 19. Jahrhunderts wanderten vermehrt Juden aus Osteuropa aus Flucht vor Verfolgung nach Palästina ein. Die Juden strebte die Gründung eines jüdischen Nationalstaates an. 1897 gründete Theodor Herzl auf dem ersten Zionistenkongress in Basel die Zionistische Bewegung, in der die Errichtung einer öffentlich-rechtlichen Heimstätte für Juden in Palästina gefordert wurde.
Ende des 19. Jahrhunderts entstand ausgehend von der islamischen Umma, die Idee des Panislamismus. Dieser wurde bald vom Panarabismus abgelöst. Die unter osmanischer Herrschaft stehenden arabischsprachigen Völker des Nahen Ostens strebten Eigenständigkeit an und wandten sich gegen die osmanische Vorherrschaft. Es kam zunehmend zu Spannungen zwischen den in Palästina lebenden Arabern und den einwandernden Juden. In Palästina wurden Eisenbahnlinien gebaut, wie die Hedschasbahn und ihre Nebenlinien sowie im Verlauf des Ersten Weltkriegs die Sinai-Bahn, die Osmanische Militärbahn in Palästina und Britische Militärbahnen in Palästina, die nach Kriegsende 1920 zu den Palestine Railways wurden.

### 20. Jahrhundert
Das System des Osmanischen Bodenrechts hatte zu Beginn des 20. Jahrhunderts verhängnisvolle Folgen für Palästina. Die Armut der Bauern verschärfte sich durch die Umwandlung des Staatslandes und Kollektiveigentums in privaten Grundbesitz. Mit der verstärkten Einwanderung von Juden in Palästina zu Beginn des 20. Jahrhunderts förderten die Zionisten die Besiedlung mit jüdischen Ackerbauern, Handwerkern und Gewerbetreibenden. Jüdische Landkaufgesellschaften erwarben Landbesitz. Tel Aviv wurde 1909 als „erste jüdische Stadt“ gegründet und es entstanden die ersten Kibbuzim als landwirtschaftliche Siedlungen.

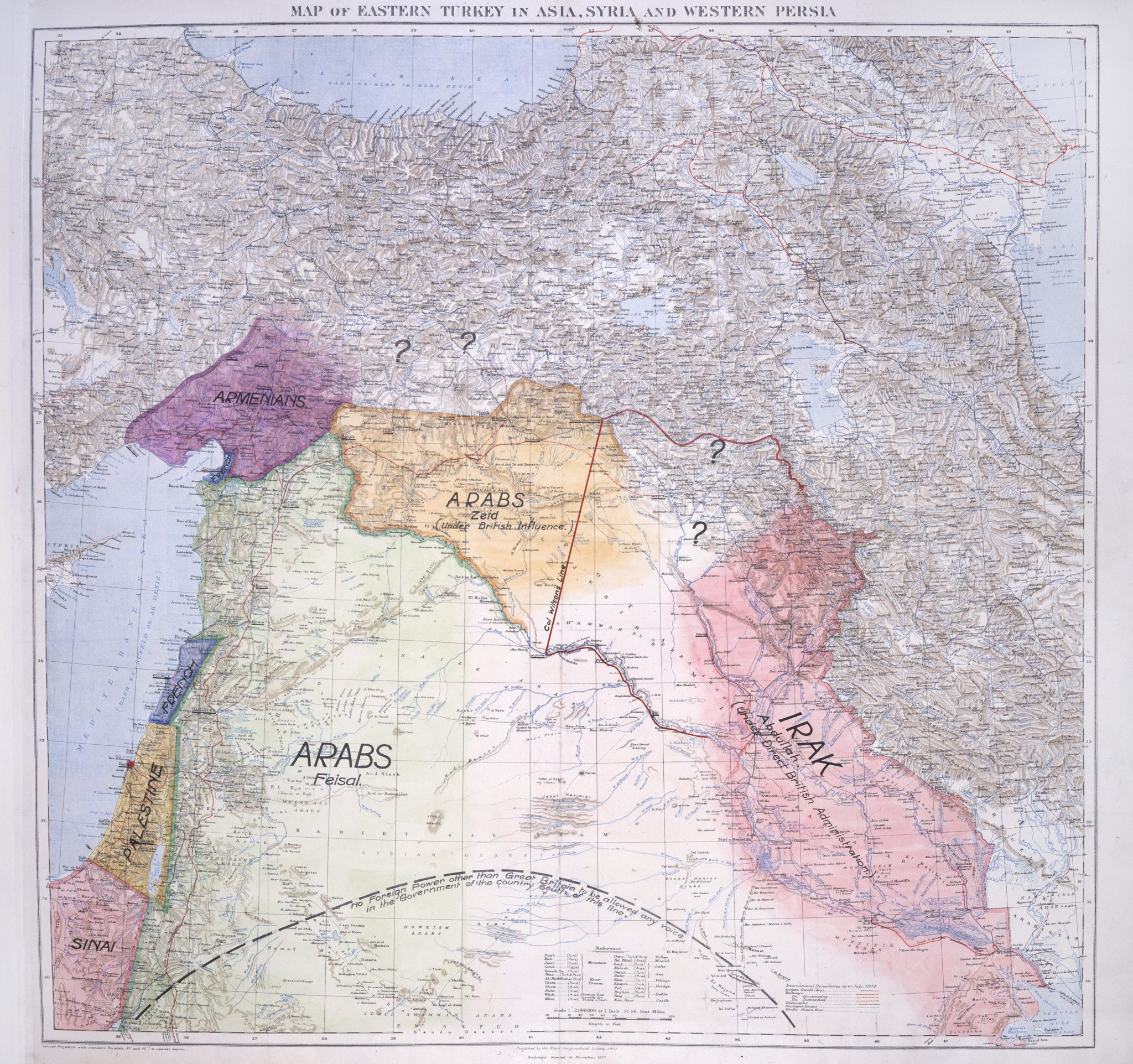
Karte der Scherifischen Lösung (arabisch: الحلول الشريفية) war der informelle Name für die post-osmanische britische Politik des Staatsaufbaus im Nahen Osten. Erstmals November 1918 von T.E. Lawrence dem Kriegskabinett vorgeschlagen. Der Plan sah vor, die drei jüngeren Brüder von Ali bin Hussein (1879–1935) (König des Hedschas und Scherif von Mekka) als Staatsoberhäupter im gesamten Nahen Osten einzusetzen. Dabei kam die Idee getrennter Regierungen für die mesopotamischen Araber und Armenier in Syrien zur Sprache. Der Plan wurde vom Kolonialminister Winston Churchill nach der Kairoer Konferenz 1921 erlassen.

Im Ersten Weltkrieg, in dem das Osmanische Reich als Verbündeter des Deutschen Kaiserreichs und Österreich-Ungarns im November 1914 gegen das Russische Kaiserreich, das Vereinigte Königreich und Frankreich kämpfte, unterstützten die Briten die Panarabische Bewegung. 1915 hatte die britische Regierung dem Sherif Hussein von Mekka die Unabhängigkeit nach dem Sieg über das Osmanische Reich versprochen und 1916 begann die Arabische Revolte unter Beteiligung von T. E. Lawrence gegen den osmanischen Sultan. Noch während der T.E. Lawrence den revoltierenden Beduinen des Scherif Hussein von Mekka, die sich gegen den Sultan erhoben hatten, die Schaffung eines arabischen Großreiches versprach, wurde dieses Wunschbild durch die imperialen Ambitionen der Alliierten Vereinigtes Königreich und Frankreich bereits konterkariert: 1916 wurde das geheim gehaltenen Sykes-Picot-Abkommen vereinbart, das den Briten Palästina und den Irak, den Franzosen den Libanon und Syrien zusprach. Der Versuch des Haschemiten-Erben Faisal I., Sohn des Scherif Hussein, der die osmanischen Verbindungswege bis nach Südjemen erfolgreich gemeinsam mit Lawrence sabotiert hatte, sich in Damaskus als Herrscher zu etablieren, scheiterte. Der Einmarsch französischer Truppen beendete alle panarabischen Pläne. Während die Franzosen sich zu jener Zeit auf die Loyalität der christlichen Bevölkerungsgruppen des Libanon stützen konnten, war Syrien ein durch ethnische und konfessionelle Gegensätze gekennzeichnetes Territorium.
In der Balfour-Deklaration vom 2. November 1917 sicherte der britische Außenminister Arthur Balfour die Errichtung einer „nationalen Heimstätte für das jüdische Volk in Palästina“ zu. Britische Truppen drangen von Ägypten aus 1917 nach Palästina vor und nahmen im Dezember 1917 Jerusalem ein. Im September 1918 brach die osmanische Front in Palästina zusammen. Die britische Armee nahm ganz Palästina ein. Im Zuge des osmanischen Völkermords an den Armeniern seit April 1915 flüchteten viele christliche Armenier nach Palästina und ließen sich im armenischen Viertel der Jerusalemer Altstadt nieder. Am 30. Oktober 1918 schloss das Osmanische Reich den Waffenstillstand von Moudros mit den Ententemächten.

## Palästina nach dem Ersten Weltkrieg
Bei Ende des Ersten Weltkrieges mit dem Waffenstillstand von Moudros vom 30. Oktober 1918 war ganz Palästina von der britischen Armee kontrolliert. Die britische Führung führte ihre widersprüchliche Politik für Palästina nach dem Krieg fort. Sie unterstützte einerseits die Errichtung einer nationalen Heimstätte für Juden in Palästina und andererseits die Gründung eines arabischen Staates. Auf der Pariser Friedenskonferenz 1919 unterzeichneten der Kronprinz des Sherifen von Mekka, Faisal I. von den Haschimiten, und der Vorsitzende des Zionistischen Weltkongress, Chaim Weizmann, am 3. Januar 1919 das Faisal-Weizmann-Abkommen, in dem die Araber und Juden bei der Gründung eines arabischen Staates Zusammenarbeit vereinbarten. Die Araber erkennen die Errichtung einer nationalen Heimstätte für Juden in Palästina an und die Juden erkennen die Gründung eines arabischen Staates an. Teile Syriens waren seit 1918 von den Briten besetzt worden. Am 7. März 1920 proklamierte der syrische Nationalkongress aus Vertretern von Syrern, Libanesen, Arabern aus Palästina und Jordanier in Damaskus das Arabische Königreich Syrien. Am 9. März 1920 wurde eine Regierung gebildet und am 20. April Faisal, der Sohn des Sherifen von Mekka, zum König gekrönt. Sie stellte eine arabische Armee aus den Hilfstruppen auf, die im Ersten Weltkrieg auf britischer Seite gegen das Osmanische Reich gekämpft hatten. Auf der Konferenz von Sanremo im April 1920 vereinbarten die Siegermächte des Ersten Weltkrieges die Aufteilung der arabischen Gebiete des Osmanischen Reiches als Mandatsgebiete Großbritanniens und Frankreichs. Palästina mit Transjordanien und Mesopotamien wurden britisches Völkerbundmandat, Syrien einschließlich des Libanon französisches Mandatsgebiet. Die britischen Truppen zogen sich aus Syrien zurück. Französische Truppen kämpften in Syrien gegen arabische Aufständische und besiegten sie am 23. Juli in der Schlacht von Maysalun.
Am 24. Juli 1920 nahm die französische Armee Damaskus ein und zwang König Faisal zur Abdankung. Syrien einschließlich des Libanon wurden französisches Völkerbundsmandat, Palästina einschließlich Transjordanien und Mesopotamien als Irak britische Völkerbundsmandate. Das Faisal-Weizmann-Abkommen trat nie in Kraft. Im Friedensvertrag von Sevres zwischen den Siegermächten und der Türkei vom 10. August 1920 erkannte die Türkei die Mandatsgebiete über Palästina, Syrien und Irak an. Das türkische Parlament und die türkische Regierung unter Mustafa Kemal erkannten den Friedensvertrag von Sevres nicht an. Daraufhin besetzten die Siegermächte Großbritannien, Frankreich, Italien und Griechenland die Türkei. 1920 bis 1922 dauerte der Griechisch-Türkische Krieg. Im Vertrag von Lausanne vom 24. Juli 1923 verzichtete die Türkei auf die arabischen Gebiete des Osmanischen Reiches. 1923 trennte Großbritannien Transjordanien als Mandatsgebiet unter Emir Abdallah ibn Husain I. von den Haschimiten, einem jüngeren Bruder Faisals, ab. Die Heimstätte für die Juden sollte in dem verbleibenden Mandatsgebiet Palästina errichtet werden. Die große Mehrheit der Bevölkerung waren Araber.

## Palästinensisches Flüchtlingsproblem
Das palästinensische Flüchtlingsproblem ist ein Teilaspekt des Nahostkonflikts im Zusammenhang mit den geflohenen und vertriebenen arabischen Palästina-Flüchtlingen und ihren Nachkommen in väterlicher Linie. Das Hilfswerk der Vereinten Nationen für Palästina-Flüchtlinge im Nahen Osten (UNRWA) spricht von derzeit etwa 5 Millionen registrierten arabischen Palästina-Flüchtlingen.
Nach Schätzung der Vereinten Nationen wurden durch den Palästinakrieg im Zeitraum vom 1. Juni 1946 bis zum 15. Mai 1948 ursprünglich ca. 750.000 Araber aus Palästina durch Flucht und Vertreibung zu Flüchtlingen. Sie und ihre Nachkommen leben heute in Israel, Gazastreifen, Westjordanland, Jordanien, Libanon und anderen Staaten.
Im Sechstagekrieg von 1967 wurden weitere ca. 300.000 Menschen in der Region Palästina zu Flüchtlingen. Die Vertreibung der Palästinenser aus Kuwait 1991 zwang erneut knapp eine halbe Million Menschen zur Flucht. Zudem kam die Unterstützung der Golfstaaten für die Palästinensische Befreiungsorganisation zum Erliegen. Auch Muammar al-Gaddafi wies in den 1990er Jahren mehrere zehntausend palästinensische Gastarbeiter aus Libyen aus. Im Staat Israel nahm die Geschichte der arabischen Bevölkerung Palästinas eine getrennte Entwicklung als arabische Israelis.